# Hrabstwo Culberson

Piramida wieku hrabstwa

Hrabstwo Culberson – hrabstwo położone w Stanach Zjednoczonych, w zachodniej części stanu Teksas, jedno z największych hrabstw w tym stanie. Siedzibą władz hrabstwa jest miasto Van Horn. Z gęstością zaludnienia 0,22 os./km² należy do pięćdziesięciu najsłabiej zaludnionych hrabstw USA (6. miejsce w Teksasie).
Hrabstwo utworzono w 1911 roku poprzez wydzielenie terytorium z hrabstwa El Paso, natomiast status prawny otrzymało rok później. Nazwa hrabstwa pochodzi od nazwiska Davida Culbersona prawnika, żołnierza w wojnie secesyjnej po stronie konfederatów, członka Izby Reprezentantów Stanów Zjednoczonych.
Na terenie hrabstwa leży park narodowy Guadalupe Mountains.

## Sąsiednie hrabstwa
- Hrabstwo Eddy (północ)
- Hrabstwo Reeves (wschód)
- Hrabstwo Jeff Davis (południe)
- Hrabstwo Hudspeth (zachód)
- Hrabstwo Otero, Nowy Meksyk (północny zachód)

## Miasto
- Van Horn

## Gospodarka
- turystyka[6]
- wydobycie gazu ziemnego (8. miejsce w stanie) i ropy naftowej[7]
- rolnictwo zdominowane przez uprawę orzechów pekan, warzyw, bawełny i szkółkarstwo; w mniejszym stopniu hodowlę bydła[8]

## Demografia
- Latynosi – 68,3%
- biali niebędący Latynosami – 24,3%
- czarni lub Afroamerykanie – 3,1%
- rdzenna ludność Ameryki – 2,5%
- Azjaci – 2,4%[9].

## Główne drogi
Przez teren hrabstwa przebiega między innymi autostrada międzystanowa oraz dwie drogi krajowe:
- Autostrada międzystanowa nr 10
- U.S. Route 62
- U.S. Route 90
- Droga stanowa nr 54